# Гаївка (Роздільнянський район)
Гаї́вка — село в Україні, у Степанівській сільській громаді Роздільнянського району Одеської області. Населення становить 604 особи.

## Історія
У 1856 році в поселені Гаївка поміщика Гаюса було 6 дворів.
В 1887 році у селищі Гаївка Ново-Петрівської волості Тираспольського повіту Херсонської губернії мешкало 64 чоловіків та 71 жінка.
У 1896 році на хуторі Гаївка Ново-Петрівської волості Тираспольського повіту Херсонської губернії, було 10 дворів, у яких мешкало 47 людей (24 чоловіка і 23 жінки); при селищі Наксія.
На 1 січня 1906 року на хуторі Гаївка Ново-Петрівської волості Тираспольського повіту Херсонської губернії, яке розташоване в долині Кучургану ліворуч течії, були десятинники при економії С. І. Гаіоса; проживали малороси; існували колодязі; 22 двори, в яких мешкала 81 людина (43 чоловіків і 38 жінок).
У 1916 році на хуторі Гаївка Новопетрівської волості Тираспольського повіту Херсонської губернії, мешкало 69 людей (35 чоловік і 34 жінки).
Станом на 28 серпня 1920 р. в селищі Гаївка Ново-Петрівської (Савицької) волості Тираспольського повіту Одеської губернії, було 26 домогосподарств. Для 12 домогосподарів рідною мовою була українська, 8 — російська, 5 — німецька, 1 — болгарська. В селищі 133 людини наявного населення (62 чоловіка і 71 жінка). Родина домогосподаря: 60 чоловіків та 67 жінок (3 родички, 2 найманих працівники, мешканці та інші — 1 жінка).
Під час Голодомору 1932—1933 років померло щонайменше 3 жителі села.
На 1 вересня 1946 року хутір Гаївка входив до складу Марківської сільської Ради.
У першій половині 1960-х років до складу Гаївки увійшов колишній хутір Підгірний (у минулому до 07.09.1946 — Болгарка) та село Товстуха.
На 1 травня 1967 року у селі знаходився господарський центр колгоспу імені Петровського.

## Населення
Згідно з переписом УРСР 1989 року чисельність наявного населення села становила 536 осіб, з яких 242 чоловіки та 294 жінки.
За переписом населення України 2001 року в селі мешкало 590 осіб.

### Мова
Розподіл населення за рідною мовою за даними перепису 2001 року:
| Мова       | Відсоток |
| ---------- | -------- |
| українська | 85,42 %  |
| російська  | 9,49 %   |
| молдовська | 1,53 %   |
| гагаузька  | 0,17 %   |
| інші       | 3,39 %   |